# 노스센티널섬

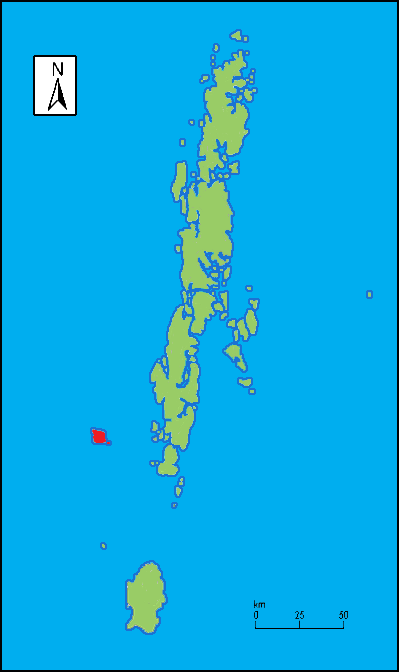
노스센티널섬의 위치

노스센티널섬(영어: North Sentinel Island)은 인도의 안다만 니코바르 제도에 속한 섬이다. 인도양 동부 벵골만에 노스센티널섬 안다만 제도의 남서부, 남안다만섬의 서쪽으로 약 30km에 위치한다. 행정면에서는 연방 직할지 안다만 니코바르 제도에 속한다.

## 센티넬족
섬에는 미접촉부족인 센티널족이 50명 내지 400명 정도가 거주하는 곳으로 추정되고 있다. 노스센티널섬의 원주민인 센티널족은 2023년 현재까지도 철저히 고립되어 외부 문명과의 유의미한 접촉을 갖지 않고 있다. 현재 인도 정부는 이곳을 보호구역으로 지정하여 외부인의 출입을 엄격히 제한하고 있다.
1990년에는 인도 정부에서 파견한 공무원들이 선물과 음식을 들고 접촉을 시도한 것이 계기가 되어서, 당시에 1회에 한하여 접근이 허락되었다. 이때, 원주민인 센티널족의 주식이 해산물이라는 것이 밝혀졌다. 또한 이들은 목재와 철을 이용해 도구를 만드는데 목재는 이 섬 내부에 빽빽하게 심어진 나무를 사용하며 철은 이 섬 주변에서 난파된 선박을 뜯어서 사용한다.
알려지지 않은 이유로, 이들은 외부와의 어떠한 접촉에도 적대적인 태도를 보이고 있다. 2004년 인도양 지진 해일 때, 노스센티널섬이 지진 해일의 피해를 입자 인도 정부가 섬의 주민들에게 구호물자를 전달하려고 헬리콥터를 보냈으나, 원주민들은 인도군의 헬리콥터에 화살을 발사하면서 이를 완강히 거부하였다. 2006년에는 인도 국적의 어부 2명이 노스센티널섬 주변의 해역에서 조업을 하다가 풍랑으로 배가 좌초되어 노스센티널섬에서 고립되었다가, 섬의 주민들에게 살해당했다. 또한 2018년 11월에는 미국 출신 27세 남성 존 앨런 차우가 기독교 선교를 하기 위해 섬에 갔다가 화살 공격을 받아 살해되었다.

## 정치
1947년 이후로 노스센티널섬은 인도의 연방 직할지에 속해있지만, 주민들은 인도 정부와 그 어떠한 조약도 체결하지 않은 채로 사실상 자치권을 인정받고 있다. 안다만 니코바르 제도 자치정부는 센티널족의 생활에 간섭하지 않고, 그들과의 더 이상의 접촉을 추구할 의지가 없다고 2005년에 공표했다. 현재는 이 섬 근처 3마일(4.83킬로미터)까지가 접근 금지 구역이다. 현지 해양경찰이 철통같은 경비로 비인가자의 접근을 강력하게 막고있으며 당국의 사전허락없이 원주민들과 접촉을 시도하면 인도 형법에 위반되어 징역형에 처해지게되며 그곳에서 당하는 사고는 정부가 일절 책임지지 않는다.

## 기타
노스센티널섬의 남쪽 59.6km에는 사우스센티널섬도 존재하는데 사우스센티널섬은 노스센티널섬보다 훨씬 작으며 면적이 1.6 제곱킬로미터 정도 되는 작은 섬이다. 사우스센티널섬은 노스센티널섬과는 달리 무인도이다. 사우스센티널섬은 인도 정부에 사전 허가를 받으면 출입이 가능하며 주로 그곳의 생태를 연구하는 과학자나 레저 스포츠를 즐기려는 사람들이 방문한다.　韓国